# Riet Gillis
Riet Gillis (Beveren, 1960) is een Belgisch politica voor Groen.
Gillis is van opleiding sociaal verpleegkundige. In 1980 was ze betrokken bij de oprichting van de lokale Agalev-groep in Beveren. Professioneel was ze tot 2018 verantwoordelijk voor assistentiewoningen in Sint-Gillis-Waas. In 2018 werd ze gedeputeerde in de provincie Oost-Vlaanderen, bevoegd voor onder andere Milieu, Natuur, Klimaat, Energie en Mobiliteit. Gillis zetelde vanaf 2003 tot 2006 en vanaf 2012 in de provincieraad, waarin ze zich als oppositielid hoofdzakelijk toelegde op dossiers rond klimaat, natuur en ruimtelijke ordening.
Met Gillis als gedeputeerde is het de eerste keer dat Groen vanuit de meerderheid deelneemt aan het beleid in Oost-Vlaanderen.